# 酪酸
酪酸（らくさん、英: butyric acid，英語発音: [bjuːˈtɪrɪk ˈæsɪd]）、IUPAC名ブタン酸 (英: butanoic acid) もしくはn-ブタン酸 (英: n-butyric acid) は、分子式 C4H8O2、示性式 CH3(CH2)2COOH の直鎖カルボン酸である。構造異性体にイソ酪酸 (CH3)2CHCOOH がある。
哺乳類は極微量でも酪酸の臭いを探知することができ、イヌでは 10 ppb、ヒトでも 10 ppm まで感知することができる。特有の不快臭を有する。

## 性質
酪酸は、常温において pKa 4.82 の弱酸で、類似化合物の酢酸は pKa 4.76 である。酪酸の密度は 0.96 g/cm3 で、分子量は88.11 である。したがって純粋な酪酸は 10.9 mol/L である。常圧において、融点 −7.9 ℃、沸点 164 ℃ であり、常温常圧では、無色の油状の液体として存在する。
カルボキシ基を持つため水とはよく混和するのに対して、食塩水には溶けにくいことから、酪酸水溶液に多量の食塩を加えると分離することができる。
酪酸は特有の不快臭を有し、また揮発性がそれほど高くないため、一旦建物の壁や柱に酪酸が染み付くと、リフォームを施してもなかなか臭いが取れない。

## 存在
バターから得られたので、ラテン語でバターを意味する「butyrum」から、酪酸「butyric acid」の名で呼ばれるようになった。
天然に広く分布しており、脂肪酸の分解過程で生合成される。また、体外へと分泌される皮脂にも含まれており、蒸れた足などから発せられる悪臭の原因物質の1つでもある。他に、同じく体外へと分泌される乳汁を原料としたバターやチーズなどにも含まれている。植物にも含まれ、例えば、銀杏の異臭の原因でもある。
さらに、微生物によって酪酸が作られる場合もある。例えば、哺乳類の大腸や反芻胃では細菌が食物の中のセルロースやヘミセルロースを嫌気発酵し、酪酸などの短鎖脂肪酸を生成しており、これが草食性動物の体内では重要なエネルギー源となっている。消化管から吸収された酪酸は、β酸化によりアセチルCoAに分解され、クエン酸回路によりエネルギー源として利用される。なお、大腸内で産生された酪酸は、結腸の細胞で優先的にエネルギー源として利用される。酪酸は、腸管増殖因子として作用し、抗炎症作用を有し、傷害腸管の修復にも関与している。

## 合成
工業的にはブタノールやブチルアルデヒドの酸化によって作られている。また、酪酸エチル、酪酸イソアミルなどのエステルはパイナップルの香気成分（香料）として知られる。

## 危険性
皮膚や粘膜に対する腐食性があり、水生生物に有害である。ICSCでは「漏洩物処理」項目で、環境中へ無処理での放出を禁じている。消防法に定める第4類危険物 第3石油類に該当する。